# Edward L. Atkinson
Edward Leicester Atkinson DSO AM RN (1881–1929) foi um cirurgião naval inglês e explorador da Antártida, membro científico da Expedição Terra Nova liderada por Robert Falcon Scott (1910–13). Atkinson este no comando da base do Cabo Evans, durante a expedição, durante o ano de 1912, tendo liderado o grupo que encontrou os corpos de, "Birdie" Bowers e Edward Wilson. Atkinson foi alvo de duas controvérsias: uma que tinha a ver com as ordens de Scott em relação à utilização de cães; e outra relacionada com a existência de escorbuto no grupo polar. O seu nome foi dado aos Penhascos Atkinson, na costa norte da Terra de Vitória (71° 18′ S, 168° 55′ L).
Atkinson nasceu em 23 de Novembro de 1881 em Windward Isles, onde passou uma boa parte da sua infância. Foi educado na Escola Forest, em Snaresbrook, e recebeu a sua instrução médica no Hospital St. Thomas, em Londres, onde foi campeão de boxe na categoria de meio-pesado. Licenciou-se em 1906 e, dois anos mais tarde, ingressou na Marinha Real Britânica como médico oficial, tendo por base o Real Hospital Naval, em Haslar, em Gosport, Hampshire. A sua função principal era a de investigador, tendo publicado um estudo sobre gonorreia reumática, quando foi escolhido para médico e parasitólogo da Expedição Terra Nova.